# Circuit du Limbourg
Le Circuit du Limbourg (ou Omloop van Limburg), est une course cycliste belge, disputée de 1941 à 1969 à Genk, ville située en Région flamande dans la province de Limbourg,.

## Palmarès
| Année | Vainqueur             | Deuxième            | Troisième             |
| ----- | --------------------- | ------------------- | --------------------- |
| 1941  | Gorgon Hermans        | Albert Ramon        | Adolphe Vandenbossche |
| 1948  | Rik Evens             | Maurice Holsbeek    | Charles Van Dormael   |
| 1950  | Lode Anthonis         | Frans Gielen        | Julien Janssens       |
| 1951  | Ernest Sterckx        | Edward Peeters      | Georges Claes         |
| 1952  | Wim van Est           | Frans van der Zande | Henk Faanhof          |
| 1953  | Leopold Schaeken (nl) | Frans Loyaerts (ca) | Eugène Van Roosbroeck |
| 1954  | André Vlayen          | Frans Gielen        | Jozef De Feyter       |
| 1955  | Rik Van Steenbergen   | Ernest Sterckx      | Marcel Hendrickx      |
| 1956  | Rik Van Steenbergen   | Marcel Rijckaert    | Rik Luyten            |
| 1957  | Jean Pasinetti        | Guillaume Hendriks  | Jozef Verachtert      |
| 1958  | Willy Vannitsen       | Alfred De Bruyne    | Guillaume Hendriks    |
| 1959  | Rik Luyten            | Kamiel Buysse       | Roger Baens           |
| 1960  | Martin Van Geneugden  | Hans Junkermann     | Etienne Debaar        |
| 1961  | Willy Vannitsen       | Gilbert Maes        | Gustaaf De Smet       |
| 1962  | Émile Daems           | Jean Simon          | Joseph Wouters        |
| 1963  | Ludo Janssens         | Robert Seneca       | Jos Hoevenaars        |
| 1964  | Walter Muylaert       | Edward Sels         | Michael Wright        |
| 1965  | Raymond Vrancken (nl) | Alfons Hermans      | Jos Haeseldonckx      |
| 1966  | Willy Vannitsen       | Frans Brands        | Jan Nolmans           |
| 1968  | Michel Jacquemin      | Pasquale De Luca    | Guy Vallée            |
| 1969  | Jan Boonen            | Julien Verstrepen   | Cor Schuuring         |